# Schehyni
Schehyni (ukrainisch Шегині; russisch Шегини Schegini, polnisch Szechynie) ist ein Dorf im Westen der ukrainischen Oblast Lwiw mit 1100 Einwohnern (2004).

## Gemeinde
Das Dorf war bis 2015 das administrative Zentrum der gleichnamigen Landratsgemeinde im ehemaligen Rajon Mostyska, zu der noch die Dörfer Buziw und Bykiw gehörten. Am 18. Dezember 2016 wurde das Dorf zum Zentrum der neu gegründeten Landgemeinde Schehyni (Шегинівська сільська громада Schehyniwska silska hromada). Zu dieser zählen noch die 13 Dörfer Balytschi, Bojewytschi, Buziw, Bykiw, Chatky, Horyslawytschi, Hussakiw, Mali Nowosilky, Pleschewytschi, Popowytschi, Radochynzi, Welyki Nowosilky und Zykiw.
Am 12. Juni 2020 kamen dann noch die 16 Dörfer Boljanowytschi, Boratytschi, Chidnowytschi, Hankowytschi, Iordaniwka, Konjuschky, Lypky, Mostyska Druhi, Motscherady, Myschljatytschi, Solotkowytschi, Tamanowytschi, Tolukowytschi, Tschtschenez, Tyschkowytschi und Wolyzja hinzu, gleichzeitig wurde das Dorf ein Teil des Rajons Jaworiw.
Folgende Orte sind neben dem Hauptort Schehyni Teil der Gemeinde:
| Name                     | Name             | Name                                    | Name                |
| ukrainisch transkribiert | ukrainisch       | russisch                                | polnisch            |
| ------------------------ | ---------------- | --------------------------------------- | ------------------- |
| Balytschi                | Баличі           | Баличи (Balitschi)                      | Balice              |
| Bojewytschi              | Боєвичі          | Боевичи (Bojewitschi)                   | Bojowice            |
| Boljanowytschi           | Боляновичі       | Боляновичи (Boljanowitschi)             | Bolanowice          |
| Boratytschi              | Боратичі         | Боратычи                                | Boratycze           |
| Buziw                    | Буців            | Буцов (Buzow)                           | Buców               |
| Bykiw                    | Биків            | Быков (Bykow)                           | Byków               |
| Chatky                   | Хатки            | Хатки (Chatki)                          | Chatki              |
| Chidnowytschi            | Хідновичі        | Ходновичи (Chodnowitschi)               | Chodnowice          |
| Hankowytschi             | Ганьковичі       | Ганьковичи (Gankowitschi)               | Hańkowice           |
| Horyslawytschi           | Гориславичі      | Гориславичи (Gorislawitschi)            | Horysławice         |
| Hussakiw                 | Гусаків          | Гусаков (Gussakow)                      | Hussaków            |
| Iordaniwka               | Іорданівка       | Иордановка (Jordanowka)                 | Jordanówka          |
| Konjuschky               | Конюшки          | Конюшки (Konjuschki)                    | Koniuszki Nanowskie |
| Lypky                    | Липки            | Липки (Lipki)                           | Lipki               |
| Mali Nowosilky           | Малі Новосілки   | Малые Новосёлки (Malyje Nowosjolki)     | Nowosiółki Małe     |
| Mostyska Druhi           | Мостиська Другі  | Мостиска Вторые (Mostiska Wtoryje)      | -                   |
| Motscherady              | Мочеради         | Мочерады                                | Moczerady           |
| Myschljatytschi          | Мишлятичі        | Мышлятичи (Myschljatitschi)             | Myślatycze          |
| Pleschewytschi           | Плешевичі        | Плешевичи (Pleschewitschi)              | Pleszowice          |
| Popowytschi              | Поповичі         | Поповичи (Popowitschi)                  | Popowice            |
| Radochynzi               | Радохинці        | Радохинцы (Radochinzy)                  | Radochońce          |
| Solotkowytschi           | Золотковичі      | Золотковичи (Solotkowitschi)            | Złotkowice          |
| Tamanowytschi            | Тамановичі       | Тамановичи (Tamanowitschi)              | Tamanowice          |
| Tolukowytschi            | Толуковичі       | Толуковичи (Tolukowitschi)              | Tułkowice           |
| Tschtschenez             | Тщенець          | Тщенец                                  | Trzcieniec          |
| Tyschkowytschi           | Тишковичі        | Тишковичи (Tischkowitschi)              | Tyszkowice          |
| Welyki Nowosilky         | Великі Новосілки | Великие Новосёлки (Welikije Nowosjolki) | Nowosiółki Wielkie  |
| Wolyzja                  | Волиця           | Волица (Woliza)                         | Lacka Wola          |
| Zykiw                    | Циків            | Циков (Zikow)                           | Cyków               |

## Geographische Lage
Das Rajonzentrum Mostyska liegt 15 km östlich und die Oblasthauptstadt Lwiw 80 km östlich des Dorfes.
Schehyni liegt an der Fernstraße M 11, an der Grenze zwischen Polen und der Ukraine am Grenzübergang nach Polen und der EU. Die Ortschaft besitzt eine Grenzbahnhof an der Bahnstrecke Lwiw–Przemyśl.

## Geschichte
Der Ort wurde 1402 zum ersten Mal schriftlich erwähnt und lag zunächst als Teil der Woiwodschaft Ruthenien in der Polnisch-Litauischen Adelsrepublik. Von 1774 bis 1918 gehörte er unter dem polnischen Namen Szehinie, später Szechynie zum österreichischen Kronland Galizien und war der Bezirkshauptmannschaft Przemyśl unterstellt.
Nach dem Ende des Ersten Weltkrieges kam der Ort zu Polen (in die Woiwodschaft Lwów, Powiat Przemyśl, Gmina Medyka), wurde im Zweiten Weltkrieg kurzzeitig von der Sowjetunion und von 1941 bis 1944 von Deutschland besetzt.
Nach dem Ende des Krieges wurde der Ort der Sowjetunion zugeschlagen. Dort kam das Dorf zur Ukrainischen SSR und ist seit dem Zerfall der Sowjetunion 1991 ein Teil der unabhängigen Ukraine.